# 원수 (군사)
원수(元帥, 육군 : General of the Army/해군 : Fleet of the Admiral/공군 : General of the Air Force)는 , 5성 장군으로, 군대 계급 중 하나이다. 
대한민국에서도 이 계급이 존재하지만, 전시 상황이 발생하게 되어 동원령이 내려지게 되어 군 규모가 100만 명이 넘게 될 경우에 한해서, 현재 7명이 존재하는 4성 장군(대장) 중에서 군인사법 제 17조 2항에 의거 국가에 대한 공적이 뚜렷한 단 1명을 5성 장군(원수)으로 임명하게 된다. 
현재 5성 장군(원수)이 없는 까닭은 전시 상황이 아닌데다, 현재 군 규모가 60여만 명이라 굳이 원수를 뽑을 필요가 없기 때문이다.
원수라고 해서 특별한 직책이 부여 되는 것이 아니다. 공로로 정년없이 종신토록 유지한다고 보면 된다. 대한민국은 현재 전시 상황이 아니기 때문에 원수로 진급한 사람은 아무도 없다. 
2010년 백선엽을 원수로 임명하려고 했었지만, 친일 논란 때문에 무산된 바가 있다.
현재 시점에서 전시상황이 발생하지 않는 한 원수로 진급하는 사람은 없다고 봐도 좋을 것이다.
원수를 보유한 군대는 병력이 상비군 기준 100만 명 이상인 군대 뿐이다.

## 군 인사법 규정
제8조(현역정년)
① 현역에서 복무할 정년(停年)은 다음 각 호와 같다. 다만, 전시·사변 등의 국가비상시에는 예외로 한다.
1. 연령정년
원수 : 종신(終身)
(이하 생략)[1]
[전문개정 2011·5·24]
제17조의2 (원수임명)
① 원수(元帥)는 국가에 대한 공적이 현저한 대장 중에서 임명한다.
② 원수는 국방부 장관의 추천과 국무회의의 심의를 거쳐 국회의 동의를 받아 대통령이 임명한다.
[본조신설 2011·5·24]

## 계급장
계급장

| 장성 (將星) |             | 육군 (정장 포제) | 육군 (견장 포제) | 육군 (금속제) | 해군 | 해병대 | 공군 |
| 장성 (將星) | 원수 (元帥) |                  |                  |               |      |        |      |

## 같이 보기
- 대원수
- 프랑스 원수
- 프랑스 육군원수